# Arroyo de Arias
El arroyo de Arias  es un curso de agua uruguayo que atraviesa el departamento de  Florida  perteneciente a la cuenca del Plata.
Nace en la Cuchilla Santa Lucía, desemboca en el río Santa Lucía tras recorrer alrededor de 31 km.